# Virtus Pallacanestro Bologna 1984-1985
Questa voce raccoglie le informazioni riguardanti la Virtus Pallacanestro Bologna nelle competizioni ufficiali della stagione 1984-1985.

## Roster
| Granarolo Felsinea Bologna 1984-85 | Granarolo Felsinea Bologna 1984-85 |
| Giocatori                          | Staff tecnico                      |
| ---------------------------------- | ---------------------------------- |

| N. | Naz.                   | Ruolo | Nome                | Anno | Alt.   | Peso |  |
| -- | ---------------------- | ----- | ------------------- | ---- | ------ | ---- |  |
| 4  | Italia (bandiera)      | P     | Roberto Brunamonti  | 1959 | 192 cm |      |  |
| 5  | Italia (bandiera)      | G     | Domenico Fantin     | 1961 | 196 cm |      |  |
| 6  | Italia (bandiera)      | P     | Piero Valenti       | 1956 | 183 cm |      |  |
| 8  | Italia (bandiera)      | G     | Matteo Lanza        | 1964 | 194 cm |      |  |
| 9  | Stati Uniti (bandiera) | A     | Jan van Breda Kolff | 1951 | 200 cm |      |  |
| 10 | Italia (bandiera)      | A     | Renato Villalta (c) | 1955 | 204 cm |      |  |
| 11 | Italia (bandiera)      | C     | Augusto Binelli     | 1964 | 211 cm |      |  |
| 12 | Stati Uniti (bandiera) | C     | Elvis Rolle         | 1958 | 205 cm |      |  |
| 14 | Italia (bandiera)      | C     | Alessandro Daniele  | 1963 | 206 cm |      |  |
| 15 | Italia (bandiera)      | A     | Marco Bonamico      | 1957 | 200 cm |      |  |
|    | Italia (bandiera)      |       | Gianluca Trisciani  | 1961 |        |      |  |
|    | Italia (bandiera)      |       | Clivo Righi         | 1966 |        |      |  |
|    | Italia (bandiera)      |       | Gianluca Lenoli     | 1967 |        |      |  |

| Allenatore                            |
| Alberto Bucci                         |
| Assistente/i                          |
| Ettore Messina Legenda - (C) Capitano |